# خاوی کابزاس
خاوی کابزاس (انگلیسی: Javi Cabezas؛ زادهٔ ۲۸ فوریهٔ ۱۹۹۰) بازیکن فوتبال اهل اسپانیا است.
از باشگاه‌هایی که در آن بازی کرده‌است می‌توان به باشگاه فوتبال کوردوبا و باشگاه فوتبال اوئسکا اشاره کرد.